# Højdesyge
 Denne artikel bør gennemlæses af en person med fagkendskab for at sikre den faglige korrekthed.

Højdesyge også benævnt AMS – acute mountain sickness er en fysiologisk respons på højde, forårsaget af ophold i et miljø med lavere indhold af ilt samt lavere tryk. Højdesyge er dødelig, hvis ubehandlet.

## Symptomer
Symptomer på højdesyge opstår som regel i højder over 2.400 m, men kan også forekomme i lavere højde.
Flere symptomer kan forekomme på samme tid, men hovedpine er oftest det første identificerbare symptom. Herunder er oplistet nogle af primære symptomer som kan indikere højdesyge:
- Hovedpine
- Manglende appetit
- Træthed
- Svimmelhed
- Søvnbesvær
- Forpustet
- Næseblod
- Forhøjet puls
- Diaré
- Kvalme og/eller opkast
- Ødem oftest i hænder, fødder eller ansigt.

Oftest vil personer som ikke er vant til at befinde sig i højderne kunne mærke ét eller flere symptomer. En tommelfingerregel er, at forekommer ét symptom meget markant eller har man konstateret 3 af symptomerne på samme tid, skal man tage sine forholdsregler for at undgå en forværring af tilstanden.

## Fremskreden og livstruende højdesyge
Fremskreden og livstruende højdesyge kan forårsages af forskellige fysiologiske reaktioner:
- Hjerneødem (High Altitude Cerebral Edema) som er et forhøjet væskeindhold i hjernevævet der forårsager hævelse af hjernen.

Symptomer på dette er:
- Hovedpine som ikke forsvinder ved behandling med smertestillende.
- Personen virker fraværende eller er bevidstløs.
- Kvalme og/eller opkast

- Lungeødem (HAPE, High Altitude Pulmonary Edema) som er forårsaget af væskeudtrædning i lungevævet.

Symptomer på dette er:
- Symptomer identiske med Bronkitis
- Tør hoste
- Feber
- Forpustet/vejrtrækningsbesvær, selv under hvile.

## Behandling af højdesyge
Der er en række forholdsregler, hvis man ønsker at forebygge højdesyge, og de symptomer der medfølger. Typisk udvikler højdesymptomer sig 5-10 timer efter man er ankommet til den nye højde. Den vigtigste forholdsregel er akklimatisering, hvilket vil sige, man gradvist stiger i højden, så kroppen tilvænner sig det nye ilttryk. Denne akklimatisering bør påbegyndes når man er 2.200 til 2.500 meter over havets overflade. For at kroppen kan vænne sig til det nye ilttryk, bør man opholde sig i højden i ca. 2-3 dage, der efter kan rejsen fortsætte med 300-500 meter, og derefter gentage denne procedure igen. Eller man kan bevæge sig længere op i højden, men sove nede i lidt lavere højder.
En anden mulighed er hviledage. Ved at implementere et par hviledage, kan der i løbet af opholdet være plads til at kroppen kan restituere, samt kroppen bliver mere modstandsdygtig i forhold til symptomer af højdesyge. Hviledage fungere også som akklimatisering.
Drik tilstrækkeligt med væske, så kroppen ikke dehydrere. Det vil sige, det frarådes at indtage alkohol, da det dehydrerer kroppen. Ved at indtage rigeligt med vand, kan man forebygge højdesygesymptomer så som; hovedpine, svimmelhed og balancebesvær undgås. Det skyldes, at vand har en positiv effekt i forhold til disse symptomer. Det anbefales også, at spise sig rig på kulhydrater, det gør man ved at spise fødevarer med højt kulhydratindhold. 
Undgå fysisk overanstrengelse, da dette kan lide fysisk overlast, hvilket kan fremskynde og øge risikoen for symptomer i forhold til højdesyge.
Hvis du ønsker at være på den sikre side, kan man få en receptpligtig medicin acetazolamid(Diamox), der kan forebygge højdesyge. Acetazolamid er en aktiv ingrediens i lægemidlet Diamox. Acetazolamid ændrer surhedsgraden i blodet og derved reducerer væske omkring lungerne og hjernen, som hjælper med vejrtrækning og dermed følelsen af kvalme. Derfor virker den aktive ingrediens forebyggende eller som behandling hvis højdesyge symptomerne allerede har vist sig.
Behandling af højdesyge består primært i at gå ned i lavere højder igen.